# اوتون-آندر-اج
longitudeاوتون-آندر-اجlatitudeاوتون-آندر-اج
اوتون-آندر-اج (به انگلیسی: Wotton-under-Edge) یک شهرک در بریتانیا است که در انگلستان واقع شده‌است.

## نگارخانه

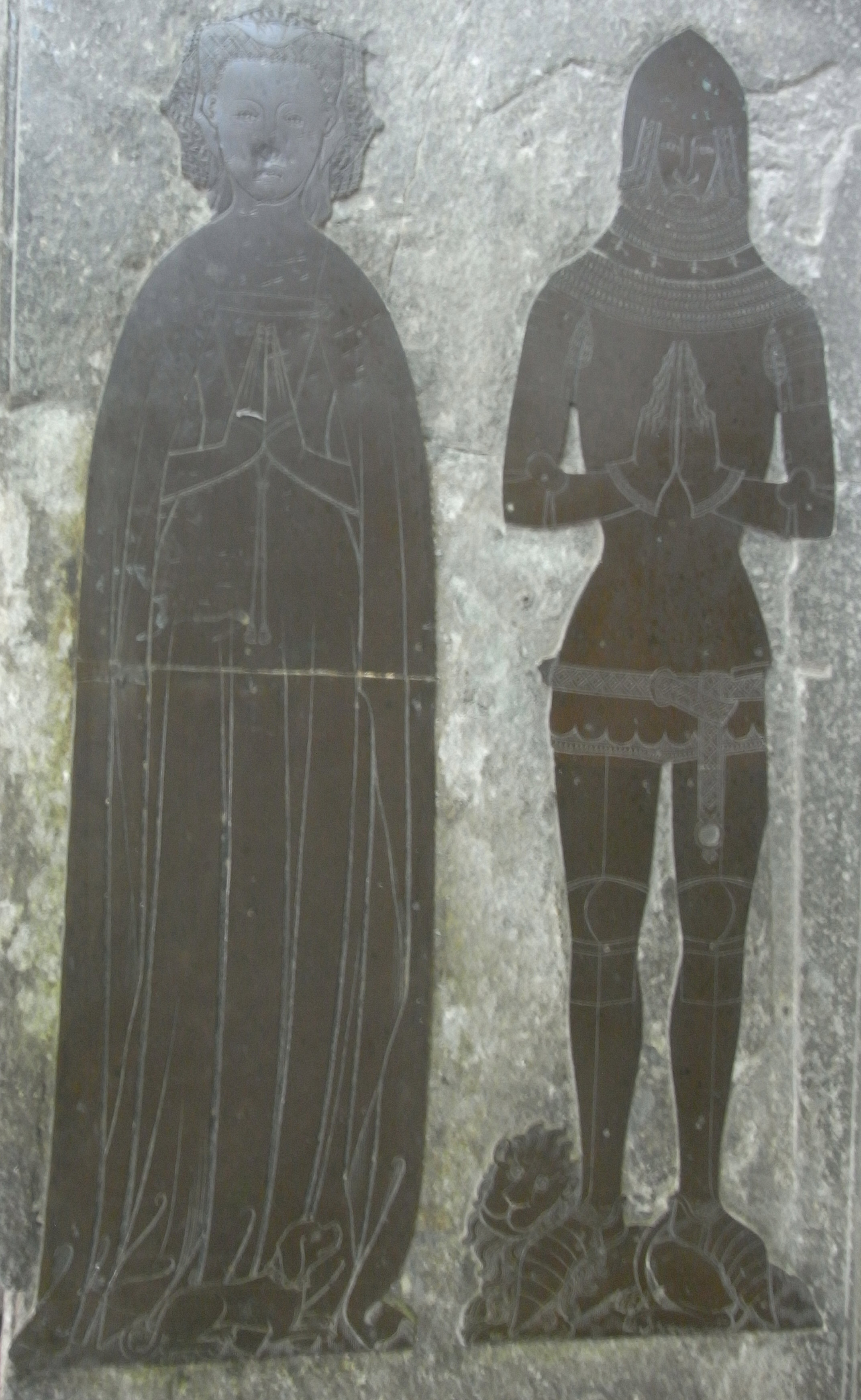
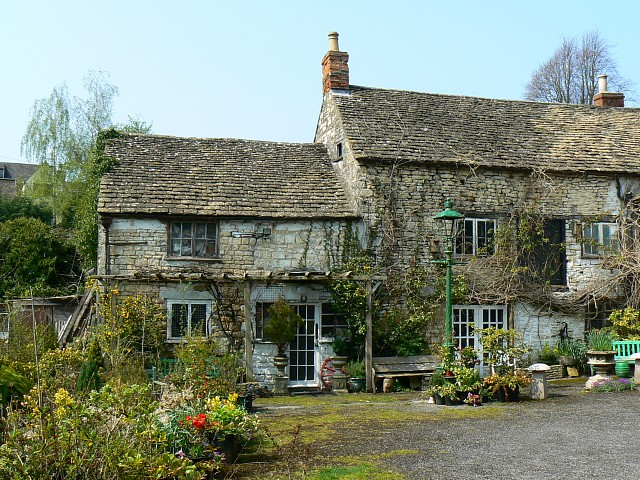
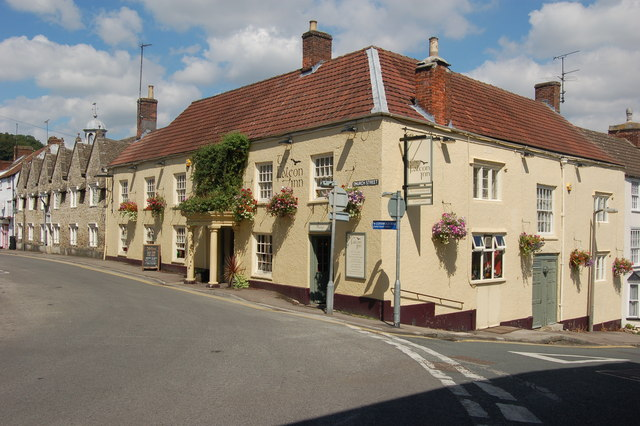
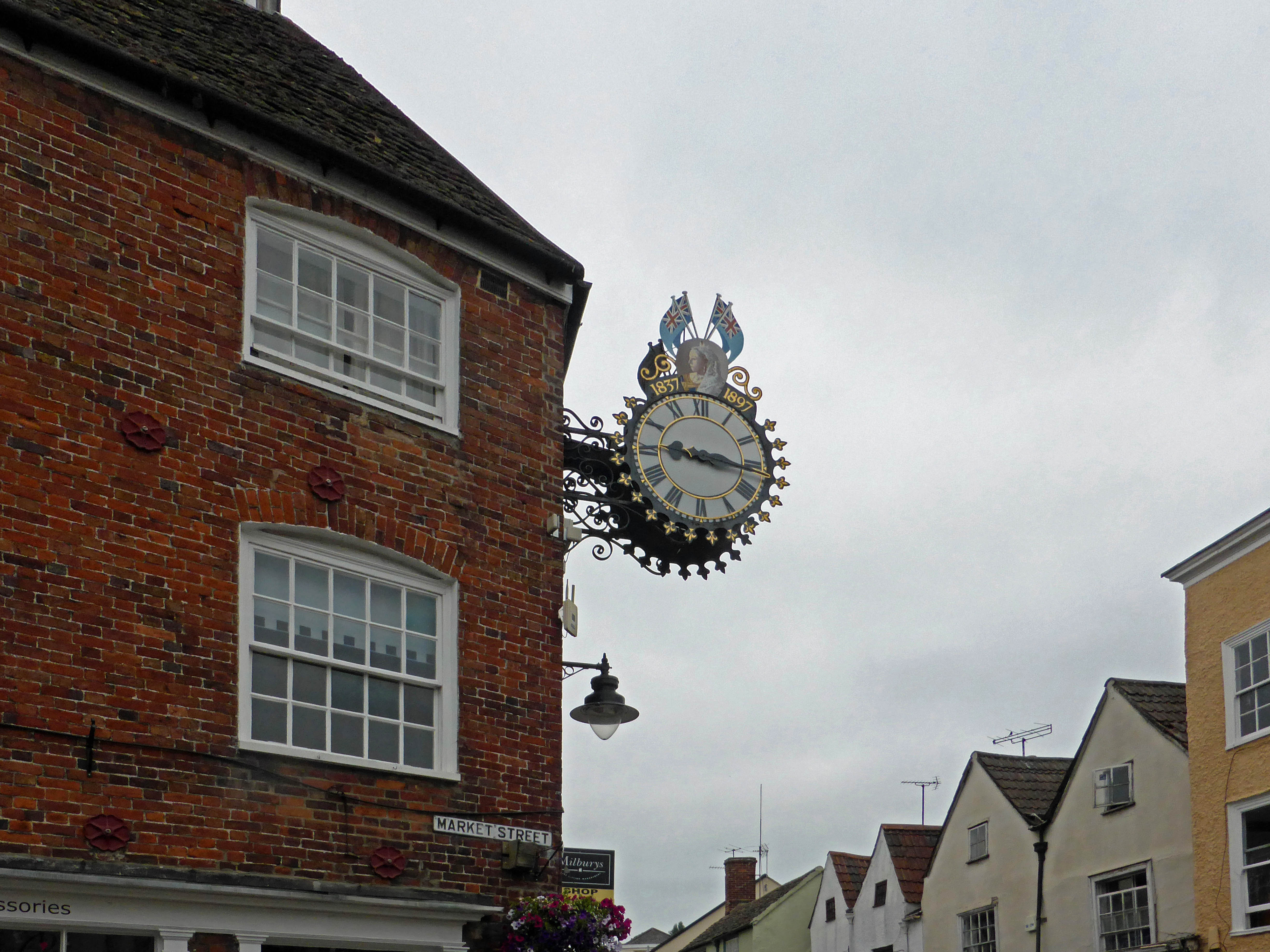

## خصوصیات
اوتون-آندر-اج ۵٬۵۷۴ نفر جمعیت دارد.